# Aenictus appressipilosus
Aenictus appressipilosus (лат.) — вид муравьёв-кочевников из рода Aenictus. Юго-Восточная Азия (Малайзия, остров Калимантан, штат Сабах, Tawau Hills N.P.).

## Описание
Длина рабочих 2,70—2,85 мм. Скапус усика, мезосома, петиоль и постпетиоль красновато-коричневые; голова, брюшко и ноги желтовато-коричневые. От близких видов (Aenictus malakkaparensis, Aenictus gonioccipus и Aenictus henanensis) отличается следующими признаками: вертекс головы с двумя длинными волосками, смешанными с несколькими короткими прижатыми волосками; промезонотум с несколькими прижатыми волосками и несколькими лежачими волосками. Проподеум полностью скульптурирован; постпетиоль полностью скульптурирован или с гладким и блестящим небольшим участком на дорсальной поверхности. Усики 10-члениковые. Голова и брюшко блестящие. Стебелёк между грудью и брюшком у рабочих состоит из двух члеников, а у самок и самцов — из одного (петиоль). Вид был впервые описан в 2013 году, а его валидный статус подтверждён в ходе ревизии, проведённой в 2023 году индийскими мирмекологами Таруном Дхадвалом и Химендером Бхарти (Department of Zoology and Environment Sciences, Punjabi University, Патиала, Индия). Включён в состав видовой группы Aenictus ceylonicus, крупнейшей среди всех групп рода Aenictus (в группе около 40 из примерно 200 всех его видов).